# Гречанинова, Вера Семёновна
Вера Семёновна Гречанинова (24 августа 1924 — октябрь 2009) — историк, библиограф, научный сотрудник Российской государственной библиотеки, изучавшая рукописные и печатные материалы её фондов и поступившие в неё частные книжные собрания в контексте истории русской культуры. Составитель описаний редких изданий. Автор многих статей и докладов. Участник подготовки к публикации произведений И. А. Бунина в 9-томном собрании сочинений (1966—1967). Публикатор двух изданий (1980 и 2000) каталога личной библиотеки П. Я. Чаадаева. 
Современники — писатели, литературоведы, историки, среди которых были А. И. Солженицын, А. А. Саакянц, Е. Ц. Чуковская и другие, отмечали разносторонность интересов и эрудицию В. С. Гречаниновой и её квалифицированную помощь в их исследовательской и творческой деятельности.

## Биография
Вера Семёновна Гречанинова, урождённая Савко, родилась 24 августа 1924 года в Москве. Отец — зубной техник Савко Семён (Васильевич ?). Мать работала бухгалтером и после развода с мужем одна воспитывала дочь. В 1942 году В. С. Гречанинова экстерном окончила среднюю школу. В 1943 году поступила на исторический факультет Московского городского педагогического института. Окончила институт в 1946 году. В годы учёбы на истфаке параллельно слушала циклы лекций, которые читали известные искусствоведы и литературоведы — преподаватели художественно-графического и литературного факультетов.
Историк по образованию В. С. Гречанинова пришла работать в «Ленинку» — Государственную библиотеку СССР им. В. И. Ленина, ныне Российская государственная библиотека (РГБ), в январе 1947 года и отдала ей 58 лет жизни. Библиотековед М. Я. Дворкина, ссылаясь на мнение В. С. Гречаниновой, писала, что в те годы «многие поступали в Библиотеку чтобы иметь доступ к книге». Окончила Высшие библиографические курсы.
Во время войны значительная часть наиболее ценных архивных фондов была вывезена из Москвы. После их возвращения в 1944 году в библиотеку её сотрудникам предстояло выполнить большой объём работ, связанных распаковкой, просмотром состояния и подготовке к каталогизации около 700 тысяч книг и документов. Любовь к книгам и интерес к истории книжной культуры не позволяли В. С. Гречаниновой оставлять без внимания любые хранившиеся вне библиотечного учёта рукописи и издания. Многие из них спасены ею от исчезновения, а сведения о них были включены в библиотечные каталоги, научные сборники, альбомы и альманахи.
В числе первых её находок были обнаруженные в 1950 году в спецхране в сваленной на полу груде «хлама» предназначенные к сожжению копия письма поэта Георгия Иванова и открытка с подписью Анны Ахматовой. Там же оказался архив видного большевика, бывшего директора Ленинской библиотеки В. И. Невского и карточки библиографии революционной книги в Болгарии за 1873—1929 годы. В 1963 году приведённая В. С. Гречаниновой в порядок библиография была передана в отдел рукописей.
Особое внимание В. С. Гречанинова уделяла исследованию редких изданий и составов отечественных и иностранных частных книжных собраний (А. С. Норова, С. П. Румянцева, П. Я. Чаадаева, императрицы Александры Фёдоровны, Дени Дидро и других), некоторые из которых были, по её словам, «не будучи раскаталогизированными до сих пор, недоступны сегодняшнему читателю». Описанию выявленных редкостей посвящены её публикации, сообщения и доклады на семинарах и конференциях. Высоко оценено специалистами качество подготовки опубликованного в 1980 году каталога книг личной библиотеки П. Я. Чаадаева, дополненное и исправленное издание которого вышло в 2000 году. Пояснения В. С. Гречаниновой, основанные на детальных знаниях персоналий, составлявших круг интересов философа, вошли в изданное в 1991 году полное собрание сочинений и избранных писем П. Я. Чаадаева.
В 1966—1967 годах участвовала в подготовке издания 9-томного собрания сочинений И. А. Бунина (1965—1967) — являлась составителем и автором примечаний к прозаическим произведениям 7-го тома и автором примечаний к стихотворениям 8-го тома. В седьмом томе впервые в СССР были опубликованы написанные в эмиграции рассказы цикла «Темные аллеи». В примечаниях к тому В. С. Гречанинова писала: «Книгу „Темные аллеи“ — можно назвать трагедией и счастьем Бунина. Трагедия — более тридцати лет жизни прожить вне России, без её людей и её языка. Счастье — что все эти годы он имел Россию в сердце, помнил её и любил».
Рассматривая историю появления рукописных материалов архива А. С. Пушкина в библиотеке Румянцевского музея, избранной родственниками поэта для их сбережения, и обстоятельств последующего изъятия наследия поэта для передачи в другие музейные учреждения СССР, В. С. Гречанинова отмечала необходимость более цивилизованного распоряжения обретённой государством интеллектуальной собственностью с учётом волеизъявления дарителей.
Список (драгоценностей за границу): 

Кадушка с Тучковым

Чабровская чернильница с барабанщиком

Тарелка с львом

С<ерёжин> подстаканник

Алин портрет

Краски

Швейная коробка

Янтарное ожерелье

Алиной рукой:

Мои Валенки, Маринины башмаки

Красный кофейник, примус

Синюю кружку, молочник

Иголки для примуса
С конца 1950 годов подбирала библиографические сведения о зарубежных изданиях М. И. Цветаевой. Общность интересов свела её с известным литературоведом А. А. Саакянц, которой она помогала в поисках неизданных к тому времени в СССР произведений поэта. В опубликованном в парижском журнале «Современные записки» очерке «Живое и живом» В. С. Гречанинова обратила внимание на описание тарелки на рабочем столе Цветаевой: «У меня здесь, в Кламаре, на столе, на котором пишу, под чернильницей, из которой пишу, тарелка. Столы и чернильницы меняются, тарелка пребывает, вывезла ее в 1913 году из Феодосии и с тех пор не расставалась. В моих руках она стала еще на двадцать лет старше. Тарелка страшно тяжелая, фаянсовая, старинная, английская, с коричневым побелу бордюром из греческих героев и английских полководцев. В центре лицо, даже лик: лев». Тарелка был в списке тех немногих памятных и необходимых предметов, которые Марина Ивановна с дочерью забрали с собой во Францию. Дочь Цветаевой А. С. Эфрон хорошо помнила изображённого на тарелке «крадущегося сквозь растительный орнамент гривастого „царя зверей с лицом Макса Волошина“». Такая же тарелка была в доме В. С. Гречаниновой и она подарила её на 50-летие Ариадне Сергеевне, которая по этому поводу писала:

«Тарелка — очередное цветаевское чудо… Представьте себе, что это — тот самый рисунок, тот самый лев, почти всю мамину жизнь несший груз её чернильницы. Никогда и нигде мы с мамой не встречали подобного фаянса (рисунок „Мадрас“) и надо же, чтобы к моему пятидесятилетию этот же лев пришёл ко мне, проделав невероятный путь войны и мира. Спасибо бесконечное и Вам, и Вере Семёновне (которая нам очень понравилась!) за этот мало сказать — подарок, а настоящий дар».

В 1992 году в Москве состоялись две выставки по случаю 100-столетия М. И. Цветаевой. Подаренная В. С. Гречаниновой тарелка была представлена в экспозиции выставки «Поэт и время» в Музее изобразительных искусств (экспонат № 349). Юбилейную выставке в РГБ курировала В. С. Гречанинова, Посетители библиотеки впервые смогли увидеть 8 подлинников рисунков М. И. Цветаевой из фонда «Никитинские субботники» (ф. 198) хранилища редких и ценных изданий Научно-исследовательского отдела рукописей, Материалы поступили в хранилище в 1950 году, опись фонда 198 датирована 1952 годом. Коллекционер, инициатор создания в Вашингтоне (США) музея русской поэзии и музыки, Ю. М. Зыслин в своих публикациях, связанных с историей появления в архивном фонде РГБ подлинных рисунков М. И. Цветаевой и атрибуции других личных вещей поэта, неоднократно ссылался на авторитетное мнение В. С. Гречаниновой.
Во второй половине 1960-х — начале 1970-х годов В. С. Гречанинова была в числе «невидимок» — многочисленных добровольных помощников А. И. Солженицына в поисках необходимых ему исторических материалов и сведений, в том числе и в спецхране Ленинки, в фондах которого к тому времени числились сотни тысяч наименований различных печатных изданий ограниченного доступа. Писатель вспоминал:

«в спецхране Ленинки, то есть уже в самом преграждённом закрытом месте, была сочувствующая нам Вера Семёновна Гречанинова. Иногда она добывала редчайшие материалы. Но — проследили, или сама, может быть, кому-то доверилась, а — убрали её из спецхрана. И ее подруга Анна Александровна Саакянц, цветаеведка, тоже порядочно газетных материалов в спецхране переворошила по моему заказу, изрядно помогла».

В 1988 году В. С. Гречанинова откликнулась на опубликованную в газете «Книжное обозрение» (№ 32, 5 августа 1988 года) статью Е. Ц. Чуковской с призывом вернуть Солженицыну гражданство СССР. Она написала в редакцию, что современным читателям не доступны ранее напечатанные в советской периодике произведения Солженицына, которые были напечатаны в советской периодике. По её мнению, перепечатка в антологии его рассказов «Матренин двор», «Случай на станции Кречетовка», «Захар-Калита» будет восстановлением писателя «в его законных авторских правах русского писателя перед его советскими читателями».
С 27 октября по 10 ноября 1998 года в РГБ работала выставка «Немцы на Волге», посвященная 80-летию со дня образования Немецкой автономии на Волге. В подготовке книжной части экспозиции, содержавшей около 400 изданий на русском и немецком языках участвовала старейший работник библиотеки, главный библиотекарь отдела изобразительных изданий В. С. Гречанинова. Она подчёркивала, что «симбиоз немецкой и русской культур был всегда положительным», а выставленные материалы — это лишь «чрезмерно малая доля того, чем располагают наши русско-немецкие и немецко-русские фонды, …библиотека могла бы представить материалы по самой разной тематике».
В 1999 году указом Президента РФ Б. Н. Ельцина № 408 за многолетнюю плодотворную работу Главный библиотекарь отдела РГБ В. С. Гречанинова была награждена медалью ордена «За заслуги перед Отечеством» II степени.
После ухода на пенсию в 2005 году продолжала выступать с докладами по итогам своих исследований книжных и изобразительных фондов РГБ.
6 апреля 2009 года приняла участие в Гоголевских чтениях, состоявшихся на факультете журналистики МГУ.
В мае 2009 года на коллоквиуме, организованным Русским домом в Ницце по случаю 200-летию со дня рождения Н. В. Гоголя, сделала доклад «Гоголь и Виельгорские».

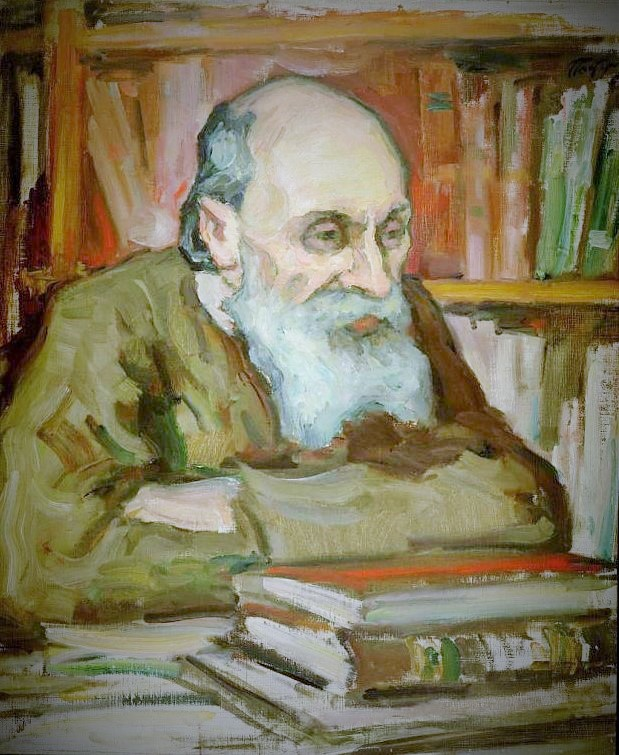
Идеальный библиотекарь
Н. Ф. Фёдоров
Художник Л. И. Пастернак (1919)

В ходе состоявшихся 2-6 июня 2009 года XII Международных фёдоровских чтений бывшая сотрудница Российской государственной библиотеки В. С. Гречанинова была награждена памятной грамотой за вклад в сохранение памяти о философе и «идеальном библиотекаре» Н. Ф. Федорове, служившим в 1874—1898 годах в Румянцевской библиотеке. Гречанинова писала, что в силу энциклопедизма и доброжелательной скромности простого дежурного при читальном зале «многочисленная семья русских писателей и учёных… пользовалась его беспримерно богатыми знаниями в различных областях науки, его исключительными библиографическими знаниями и беспримерною готовностью служить каждому всеми силами и средствами».
Умерла в октябре 2009 года. 13 октября Веру Семёновну отпевали в бывшей домовой церкви Румянцевского музея в храме Святителя Николая в Староваганьковском переулке. В этом же храме 8 декабря 2023 года по случаю 120-летия памяти «идеального библиотекаря» Н. Ф. Федорова состоялась панихида. Завершая службу настоятель храма протоиерей Борис Даниленко обратился к присутствовавшим со словами: «Спасибо всем вам, за то, что вы пришли помолиться, за то, что вы помните о тех, кто трудился и молился здесь, и стараетесь проникнуться тем добрым, что оставили они для нас, для тех, кто живет после них».

### Семья
Муж — Владимир Владимирович Гречанинов (1924—1974), внук брата известного композитора А. Т. Гречанинова.
Сын — Иван Владимирович Гречанинов (07.08.1949).

## Публикации

### Библиотековедение
- Библиография работ В. И. Невского / сост. А. А. Ванина, А. Н. Горяинов, В. С. Гречанинова, Н. Г. Севостьянова // Записки отдела рукописей. Российская государственная библиотека. Вып. 29 — М.: Книга, 1967. — С. 64-102
- Гречанинова B. C. Библиотека П. Я. Чаадаева // Федоровские чтения, 1976. Читатель и книга: сборник научных трудов — М.: ГБЛ, 1978. — 159 с. — С. 124—127
- Каталог библиотеки П. Я. Чаадаева / Сост. В. С. Гречанинова, Н. Н. Гусарова, С. И. Ковригина и др. (Частные собрания в фондах Государственной библиотеки СССР имени В. И. Ленина. Каталоги) — М.: ГБЛ, 1980. — 1980. — 139 с.
- Гречанинова В. С. Личность Сергея Петровича Румянцева (1755—1838) // Румянцевские чтения: тезисы докладов и сообщений научно-практической конференции (18-19 апр. 1996 г.). — М.: РГБ, 1996. — С. 8-12
- Гречанинова В. С. Святая земля РГБ // Румянцевские чтения: тезисы докладов и сообщений научно-практической конференции (17-18 апр. 1997 г.). — М.: РГБ, 1997. — С. 34-36.
- Гречанинова В. С.  Немецкие книжные собрания в фондах Российской Государственной Библиотеки // Немцы Москвы: исторический вклад в культуру столицы : Междунар. науч. конф., посвящ. 850-летию Москвы (Москва, 5 июня 1997 г.). — М.: РГБ, 1997. — С. 246—252
- Гречанинова В. С. Румянцевская коллекция: исторический экскурс // Книга: исследования и материалы. Сб. 75 — М.: Терра, 1998. — С. 116—130 ISBN 978-00-1424260-0
- Гречанинова В. С. Московский дом Румянцевых // Румянцевские чтения: Материалы науч.-практ. конф. по итогам н.-и. работы РГБ (25-27 апр. 1995 г.). Ч.1 — М.: РГБ, 1998. — С. 26-31
- Гречанинова В. С. Место хранения на «вечные времена» // Наше наследие. 1999. — № 50-51. — С. 179—188
- Гречанинова В. С. Семейная библиотека А. С. Норова — памятник культуры русской семьи пушкинской эпохи // А. С. Пушкин и мировая литература: материалы Междунар. конф. Материалы МГУ — М.: 1999. — С. 236—237
- Каталог библиотеки П. Я. Чаадаева / Сост. В. С. Гречанинова, Ковригина С. И., Кокунова Р. И. — 2-е изд., испр. и доп. (Частные собрания в фондах Российской государственной библиотеки. Каталоги) — М.: РГБ, 2000. — 316 с. ISBN 5-7510-0167-2.
- Гречанинова В. С. Книги из библиотеки Дени Дидро (1713—1784) в фондах РГБ // Румянцевские чтения: Тез. докл. и сообщ. науч.-практ. конф. «Книга и культура мира в России» (20-21 апр. 2000 г. — М.: Пашков дом, 2000. — С. 252—254
- Библиотека императрицы Александры Федоровны (Старшей) в собрании Российской государственной библиотеки: каталог выставки / сост. В. С. Гречанинова и др. — М.: 2002. — 112 с.
- Гречанинова В. С. Книжные фонды РГБ — на службу «благого просвещения» // Национальная библиотека в современном социокультурном процессе: Румянцевские чтения — 2002 : Тезисы и сообщения. — Вып. 1. — М.: Пашков дом, 2002. — С. 341—343
- Гречанинова В. С. Быть достойным «благого просвещения» // Румянцевские чтения — 2003: Культура: от информации к знанию: Тезисы и сообщения — М.: Пашков дом, 2003. — С. 56-58
- Гречанинова В. С. Борец за идею библиотек — Василий Григорьевич Олишев // Библиотековедение, 2004. — N 3. — С. 74-79
- Гречанинова В. С. Николай Федорович Федоров — идеальный библиотекарь и библиограф // Библиотека в контексте истории: материалы 6-й междунар. науч. конф., Москва, 4-5 окт. 2005 г. — М.: Пашков дом, 2005. — С. 386—404